# Tachigali densiflora
Tachigali densiflora là một loài thực vật có hoa trong họ Đậu. Loài này được (Benth.) L.F. Gomes da Silva & H.C. Lima mô tả khoa học đầu tiên năm 2007.

## Hình ảnh

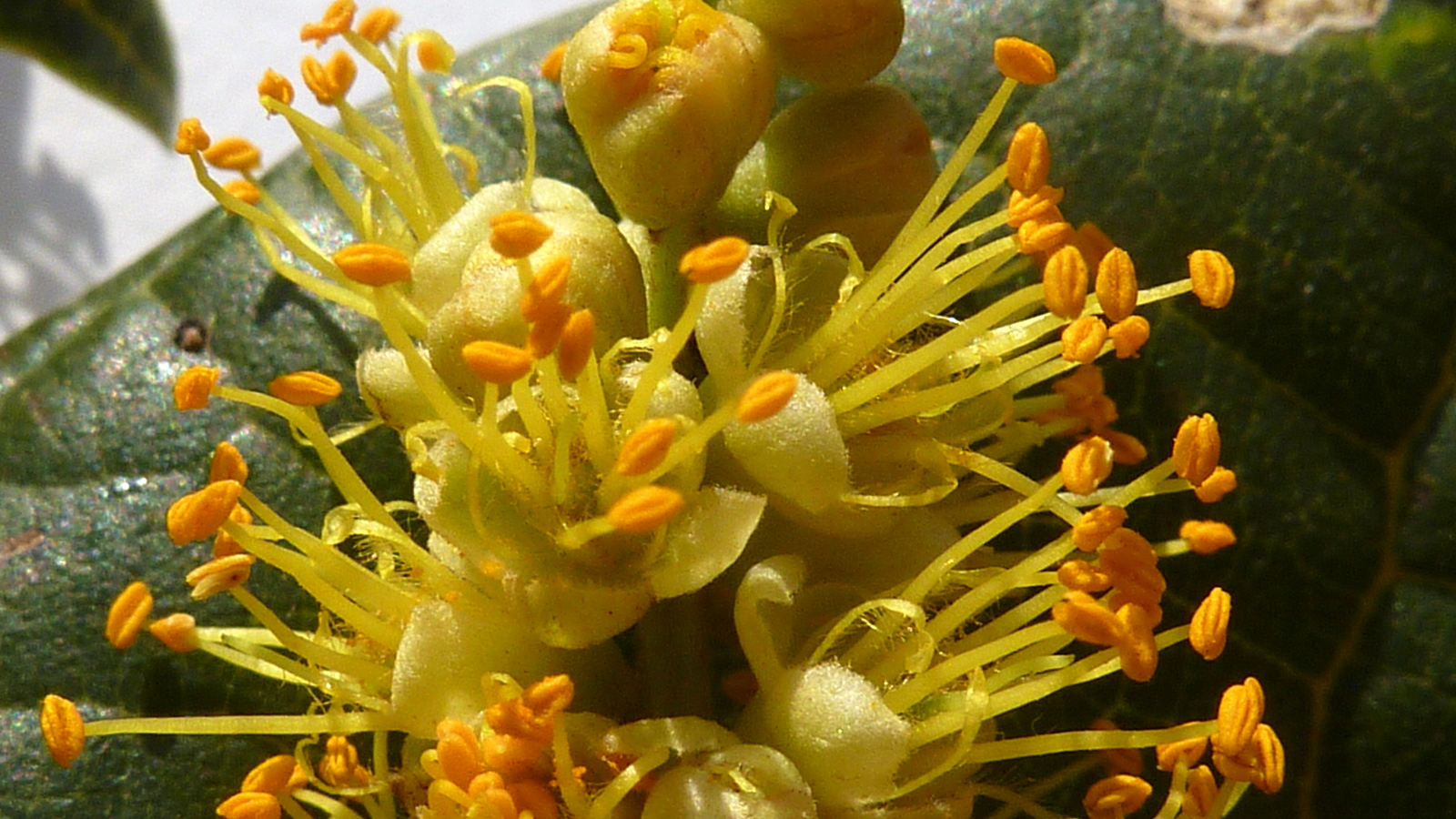
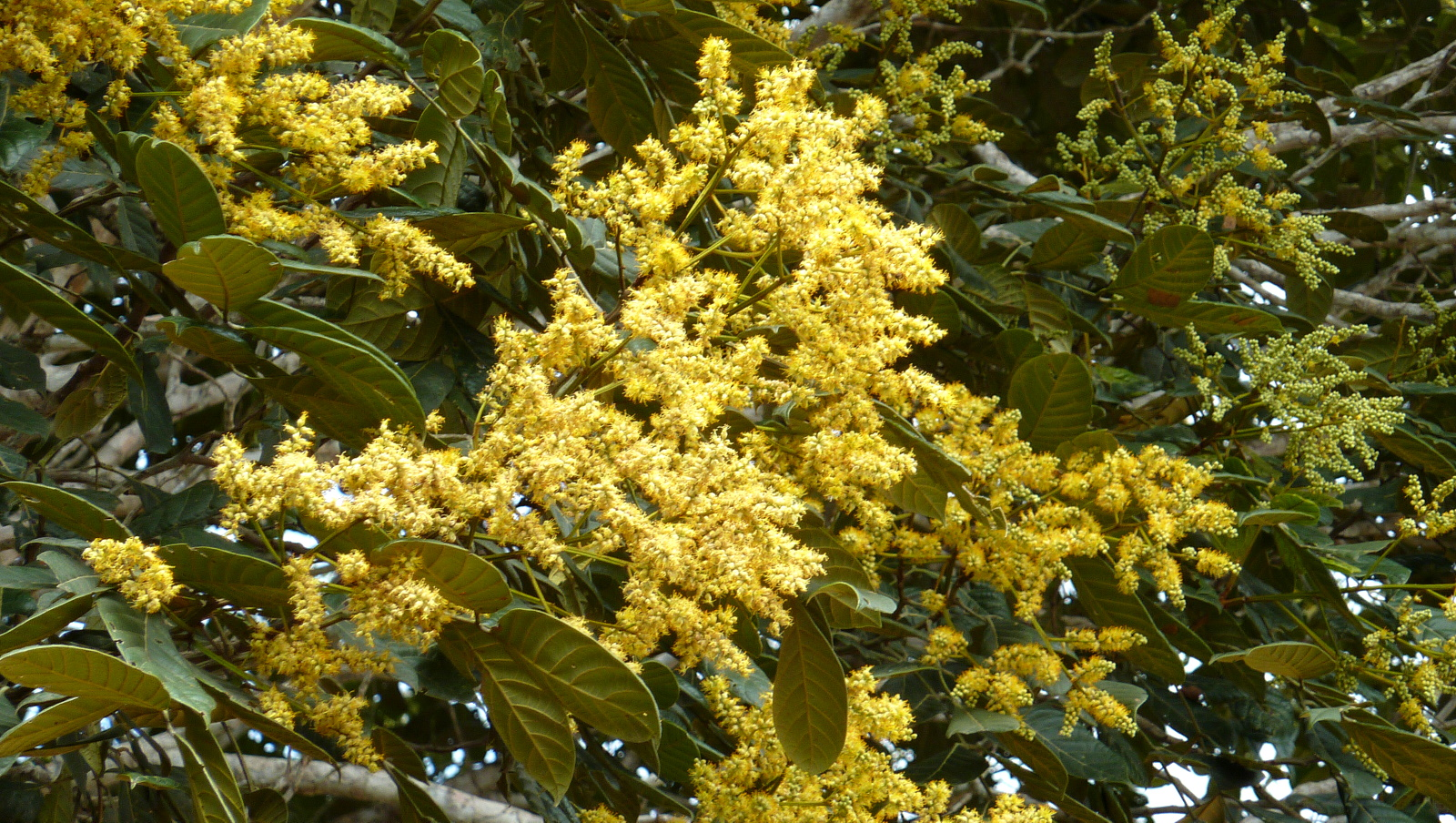
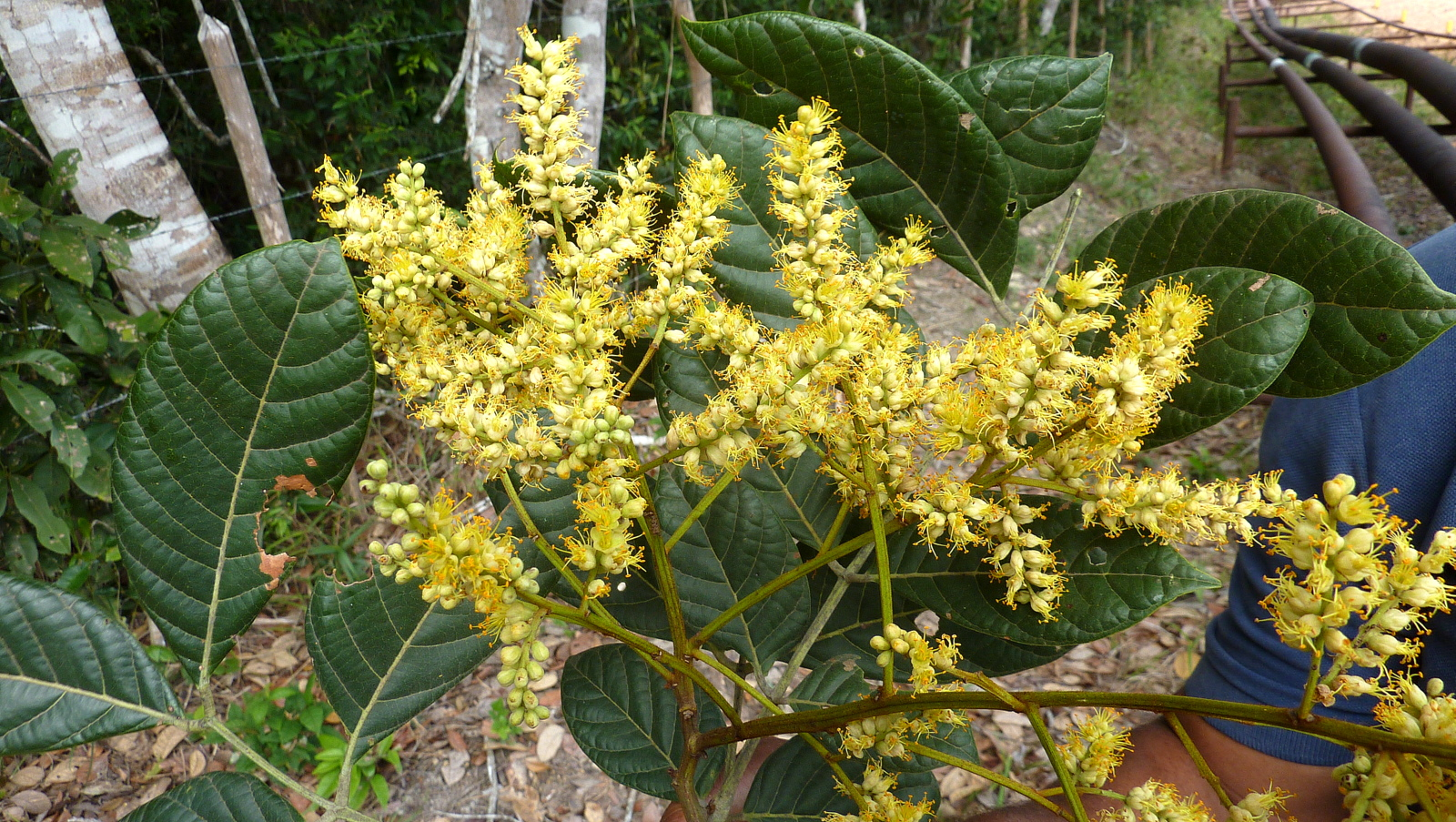
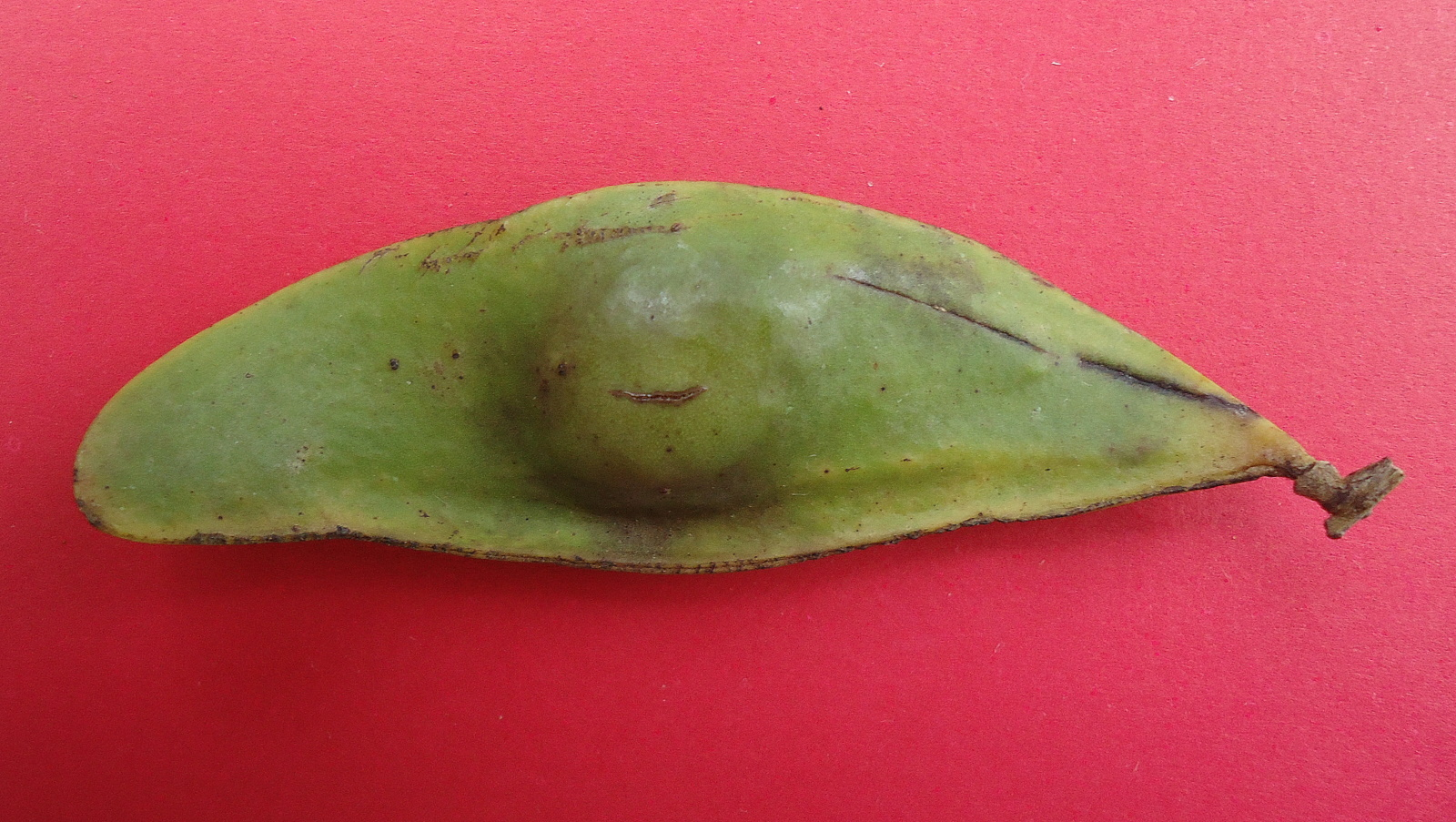